# Pòlvora flaix

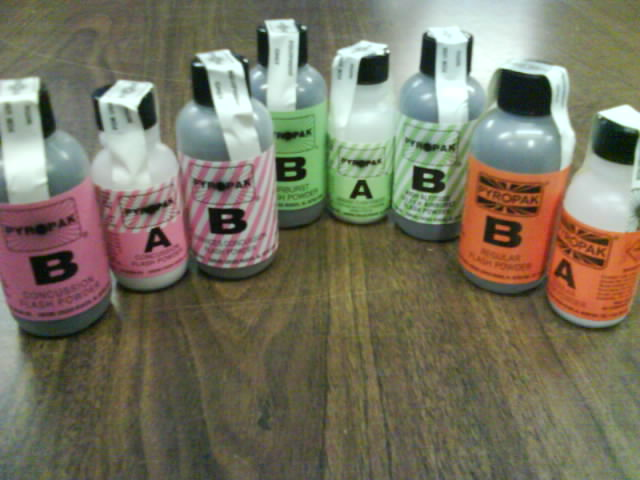
Exemple de pólvora flaix. Els oxidants A, al costat dels combustibles B associats a cada un.

La pólvora flaix  és una composició pirotècnica, una barreja d'oxidant i combustible metàl·lic, que crema ràpidament i, si és confinada, produeix un so fort. S'usa en focs artificials i antigament s'emprava com a flaix fotogràfic (una barreja de pols de magnesi i clorat de potassi, Introduïda pels inventors alemanys Adolf Miethe i Johannes Gaedicke el 1887). Avui dia s'utilitza en bengales de contramesura. Estan fetes d'una composició pirofòrica. Algunes composicions comuns són de perclorat o de permanganat de potassi i alumini en pols. Les mescles d'aquesta pólvora plantegen seriosos riscos de cremades.